# Sphagnum aequiporosum
Sphagnum aequiporosum är en bladmossart som beskrevs av Warnstorf 1915. Sphagnum aequiporosum ingår i släktet vitmossor, och familjen Sphagnaceae. Inga underarter finns listade i Catalogue of Life.